# Ерік Сігал
Ерік Сігал, також Ерік Сіґал (Erich Wolf Segal; 16 червня 1937, Бруклін, Нью-Йорк — 17 січня 2010, Лондон) — американський письменник і сценарист, автор повісті «Історія кохання», яка вважається однією з найчитаніших книжок ХХ століття (стала бестселером і розійшлася накладом понад 30 млн примірників).

## Життєпис
Народився у Нью-Йорку 16 червня 1937 у родині рабина. Ще в ранньому віці хлопчик вивчив іврит, вільно володів німецькою, французькою, давньогрецькою й латинською мовами.
Закінчив університет Гарвард у 1958.
Наприкінці 1960-х рр. викладав класичну літературу в Єльському університеті (США).
1968 — написав сценарій до анімаційного музичного фільму «Жовтий підводний човен» (Yellow Submarine), присвяченого групі The Beatles.
1969 — написав повість про любов студента Гарварду і студентки Редкліффського коледжу, яка вмирає у фіналі від раку. Повість Сігала не викликала цікавості видавців, і літературний агент автора запропонував йому написати на її основі сценарій, який придбала кіностудія Paramount Pictures.
Фільм «Історія кохання» (Love Story, режисер Артур Гіллер) за сценарієм Сігала вийшов на екрани 1970 року. Картина, головні ролі в якій зіграли Райан О'Ніл і Елі Макгроу, стала лідером прокату 1971 і була номінована на 7 премій «Оскар», у тому числі за найкращий сценарій, проте отримала лише одну нагороду — за музику (автор — Френсіс Лей, музична тема з фільму набула світової популярності). «Історія кохання» з моменту її виходу на екрани регулярно включається до списків найромантичніших фільмів.
Після початку зйомок Paramount Pictures запропонувала Сігалу знов переробити сценарій на повість. Книга «Історія кохання», що надійшла у продаж до прем'єри фільму, стала бестселером в США і була перекладена 33 мовами (у тому числі українською — переклад був опублікований у журналі «Всесвіт»).
1977 року видали продовження «Історії кохання» — «Історію Олівера» (Oliver's Story), яка також була екранізована.
Згодом Сігал викладав античну літературу у Гарвардському і Принстонському університетах. Автор низки наукових праць.
З 1975 був одружений з Керен Маріаною Джеймс, мав двох доньок.
Останні 25 років життя потерпав від хвороби Паркінсона.
Помер 17 січня 2010 року, похований на одному з цвинтарів Лондона.

## Творчість

### Фільмографія
- Жовтий підводний човен (англ. Yellow Submarine) (1968), співавтор
- Гра (англ. The Games) (1970)
- RPM (1970)
- Історія кохання (англ. Love Story) (1970)
- Думаю про Дженніфер (англ. Jennifer on My Mind) (1971)
- Історія Олівера (англ. Oliver's Story) (1978)
- англ. A Change of Seasons (1980)
- англ. Man, Woman and Child (1983)

### Переклади українською
- Ерік Сігал. Історія одного кохання / пер. з англ. Пінчевський Марк, Терех Олександр. — Київ: Веселка, 1991. — ISBN 5-301-01391-2.
- Ерік Сіґал. Історія кохання. — Київ: Навчальна книга — Богдан, 2016. — 176 с. [Архівовано 17 квітня 2021 у Wayback Machine.]